# Aratinga wagleri
Aratinga wagleri е вид птица от семейство Папагалови (Psittacidae).

## Разпространение и местообитание
Видът е разпространен в Колумбия, Еквадор, Перу и Венецуела.
Естествените му местообитания са субтропичните и тропични сухи гори и влажни низини и планински гори.